# Medelhavsmuseet
Medelhavsmuseet – muzeum znajdujące się w centrum Sztokholmu. Zgromadzono w nim zbiory archeologiczne z okolic śródziemnomorskich i Bliskiego Wschodu. Powstało w 1954 r.
Wystawieni są obok siebie bogowie i śmiertelnicy reprezentujący prehistoryczne kultury basenu Morza Śródziemnego. W muzeum znajduje się pokaźna kolekcja terakotowych figurek odkrytych przez archeologów na Cyprze.
Muzeum mieści się w budynku dawniej zajmowanym przez bank. Gmach został zbudowany w XVII wieku dla Gustafa Horna. Górną część holu otaczają klatka schodowa z 1905 roku oraz perystyle i kolumnada.